# Lactoria cornuta
Lactoria cornuta, conosciuto comunemente come pesce scatola cornuto è un pesce d'acqua marina appartenente alla famiglia degli Ostraciidae.

## Distribuzione e habitat
È diffuso principalmente nel Pacifico centro-occidentale, lungo le coste africane, arabiche, indiane, nelle acque costiere delle Maldive, lungo il sud-est asiatico, fino a Cina e Giappone, nonché in acque costiere dell'intera Oceania. 
Nell'Atlantico è diffuso lungo tutte le coste Nordamericane e Sudamericane, mentre in Europa è diffuso nell'arcipelago britannico e lungo le coste spagnole. Canarie e Capo Verde, nonché coste dell'Africa tropicale. 

Abita le barriere coralline e i fondali bassi sassosi e fangosi. I giovani si spingono verso le acque salmastre delle foci dei fiumi.

## Descrizione
Il corpo ha sezione di un quadrilatero, più stretta verso la coda. Dalla fronte e dal basso ventre partono quattro escrescenze ossee. Il corpo di questo pesce è, similmente a quello delle altre specie della famiglia, circondato da un esoscheletro osseo forato nelle zone della bocca, dell'ano e delle pinne. 
La coda è lunga e a delta, ma difficilmente viene allargata tutta. 

La livrea presenta una colorazione giallo-verde, puntata di azzurro e bruno. Il becco è bruno, così come gli occhi.
Il fegato di questi pesci è velenoso, poiché secerne una sostanza chiamata tetradotossina, una neurotossina che inibisce la funzione respiratoria, portando rapidamente alla morte.

## Comportamento

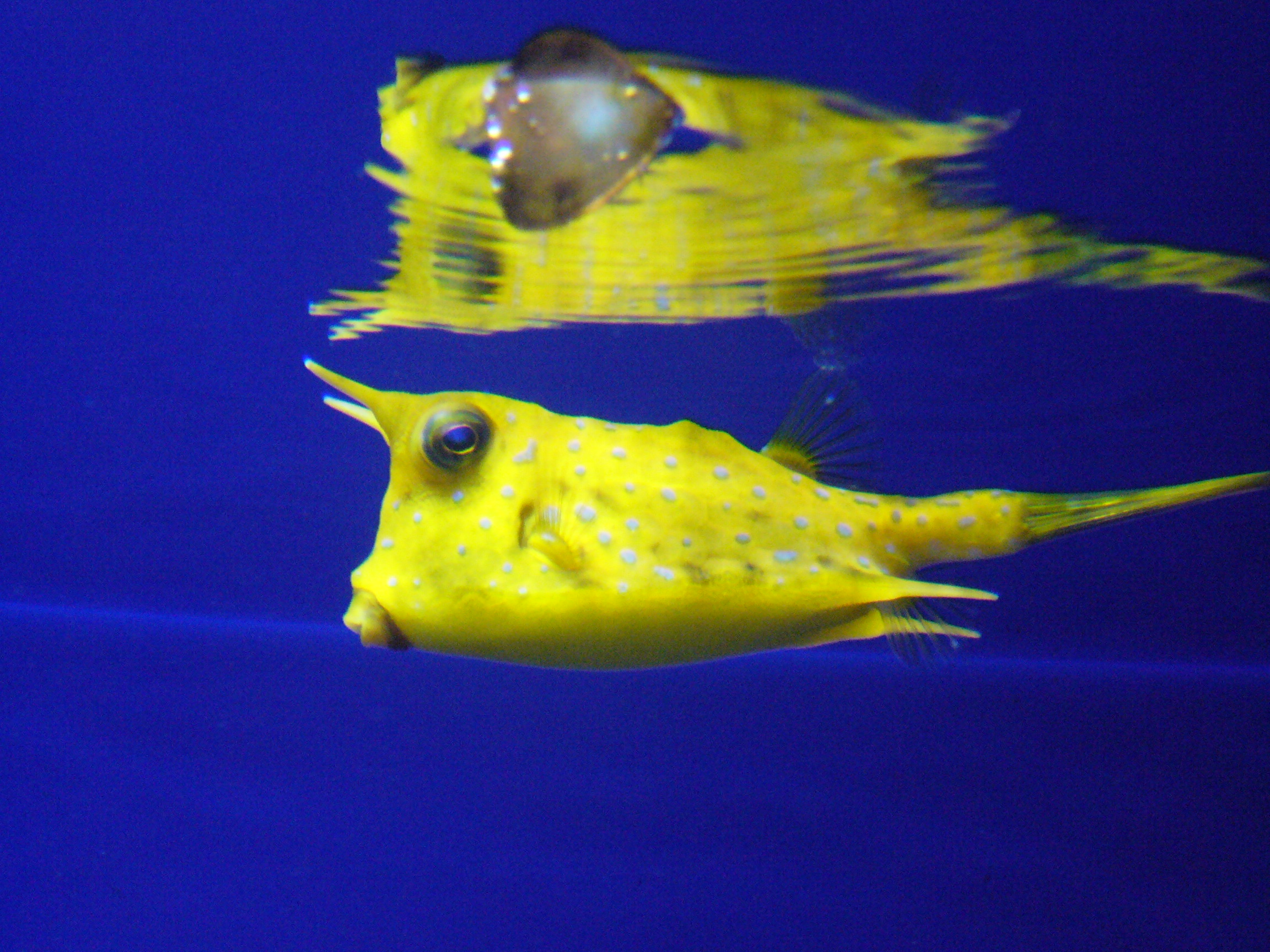
Un Pesce scatola cornuto in acquario

I giovani si raggruppano lungo le foci fluviali, gli adulti tendono ad avere comportamento solitario.

## Alimentazione
Il pesce scatola cornuto si nutre di piccoli invertebrati, che cattura soffiando via la sabbia da rocce, fondali e coralli.

## Predatori
È predato a sua volta da Thunnus albacares e Thunnus obesus.

## Pesca
Anche se commestibile è raramente pescato per l'alimentazione umana, poiché facilmente causa di intossicazioni da ciguatera.

## Acquariofilia
Questo pesce è pescato prevalentemente per il suo alto valore commerciale in acquariofilia. In cattività è bene allevarlo in un acquario marino di soli pesci, meglio se non troppo vivaci, poiché è solito infastidire invertebrati e coralli.